# تقرير فيتولد

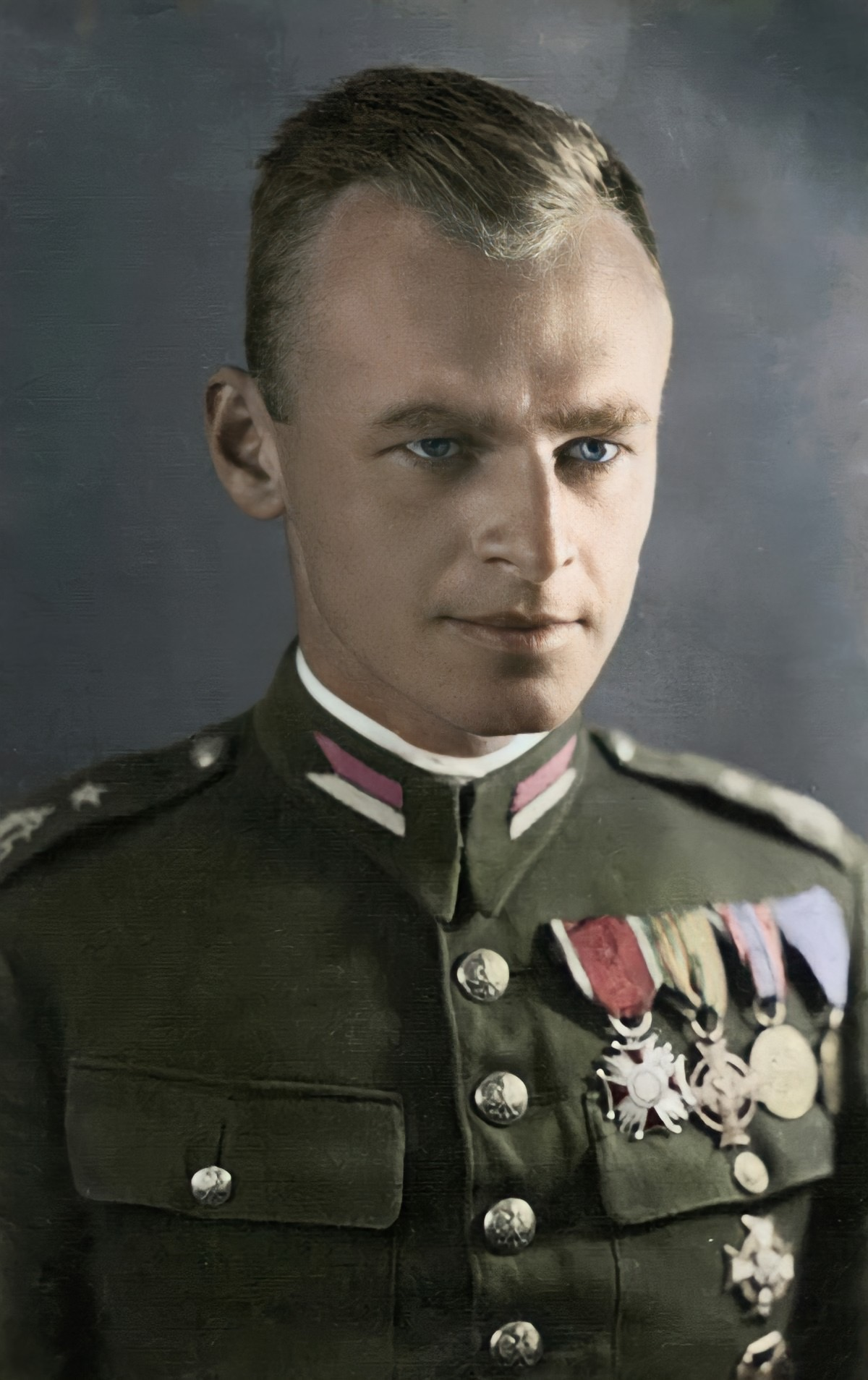
فيتولد بايليكي

تقرير فيتولد ويعرف أيضا باسم تقرير بايليكي هو تقرير رسمي من مائة صفحة (في نسخته النهائية) والمكتوب في عام 1943 بواسطة فيتولد بايليكي وهو جندي في الجيش البولندي وعميل سري في حركة المقاومة البولندية أثناء الحرب العالمية الثانية، والذي دخل وخرج من معسكر أوشفيتز بيركينو. هذا التقرير يعتبر أول تقرير شامل عن معسكرات الهولوكوست المميتة يقع في أيدي الحلفاء.
التقرير يشمل تفاصيل عن غرف الغاز وتجارب التعقيم. التقرير ينص على وجود ثلاثة محرقات في بيركيناو قادرين على حرق 8000 شخص يوميا. راؤول هيلبرج كتب أن مكتب الخدمات الاستراتيجية في لندن والذي استقبل التقرير ألحق به ملاحظة بعدم وجود دليل على مصداقية التقرير.
تقرير بايليكي سبق واستبدل التقرير البولندي المكتوب بواسطة جيرسي تابو (الذي هرب مع رومان سيليتزيكو في 19 نوفمبر من عام 1943 وملأ التقرير ما بين ديسمبر 1943 ويناير 1944) ، أول وثالث التقارير هو تقرير أوشفيتز والذي حذر من جرائم قتل جماعية قادمة والفظائع التي كانت تحدث بداخل المعسكر.

## خلفية عن تقرير فيتولد
في التاسع من نوفمبر من عام 1939 وبعد هزيمة بولندا في غزو بولندا، قام الجندي من سلاح الفرسان فيتولد بايليكي مع قائده الرائد يان فولداركيفيز بتأسيس الجيش البولندي السري، وهو واحد من أوائل المنظمات السرية في بولندا. في عام 1940 قدم بايليكي خطة إلى قائديه لدخول معسكر الإبادة الألماني الأوشفيتز، جمع المعلومات الاستخباراتية وإثارة فوضى وثورة بين السجناء. في هذا الوقت لم يكن معروفا سوى القليل عن طريقة إدارة الألمان لمعسكراتهم، حيث كان في هذا الوقت مجرد سجن كبير. قواد بايليكي وافقوا على الخطة وأمدوه بكارت هوية مزيف تحت اسم توماس زيرافينيسكي. في التاسع عشر من سبتمبر من عام 1940، خرج عمدا أثناء جمع شمل في شوارع وارسو ليتم القبض عليه بواسطة الألمان هو و2000 آخرين من المدنيين. بعد يومين من السجن في منارة باريكس حيث عانى المعتقلون من الضرب بالعصيان المطاطية،  تم نقلهم إلى معتقل أوشفيتز وتحصل بايليكي على رقم 4859.

### في الأوشفيتز
في داخل المعسكر عمل بايليكي على تنظيم اتحاد منظمات الجيش السرية  والتي كانت أيضا على اتصال مع منظمات أخرى صغيرة. عمل بايليكي على تأجيج الوضع داخل المعسكر وإثارة الفوضي بين المعتقلين آملا أن يساعدهم الحلفاء بالأسلحة أو بالجنود، وكان يأمل أيضا أن يساعدهم جيش الوطن بالهجوم على المعسكر من الخارج. في عام 1943 ضاعف الغيستابو أو البوليس السري الألماني جهوده من أجل القبض على أعضاء المنظمة. في السادس والعشرين من أبريل من عام 1943 قام بايليكي بهروب متقن من معسكر أوشفيتز إلا أن خطته لم تكتمل حيث لم يتم قبولها من قبل الحلفاء حيث اعتبروا أن أوصافه للمعسكر وفظائعه مبالغ فيها.

## التقرير
بدأت شبكة الاستخبارات الخاصة بالمنظمة إرسال تقارير بصورة نظامية إلى جيش الوطن بدءا من أكتوبر 1940. بدءا من نوفمبر 1940 حيث أرسلت المنظمة تقريرا عن جرائم الإبادة الجماعية التي تحدث داخل المعسكر إلى مقر جيش الوطن في وارسو. بدءا من مارس 1941 تقارير بايليكي عن الفظائع داخل المعسكر أصبحت تُرسل إلى الحكومة البولندية في المنفى ومنها إلى الحكومة الإنجليزية في لندن ومنها إلى حكومات الحلفاء الأخرى. هذه التقارير أعلمت الحلفاء بفظائع الهولوكوست وبما يحدث داخل المعسكرات من إبادة جماعية كما كانت مصدرا استخباراتيا للحلفاء في الغرب.
بعد هروبه المتقن في السابع والعشرين من أبريل من عام 1943 كتب بايليكي «التقرير دابليو» والذي وقع عليه باقي أعضاء المنظمة السرية  مثل ألكساندر فيلوبولسكي، ستيفين بيليكي، أنتوني فوزنياك كما احتوى التقرير على جزء خاص بأسماء الأعضاء داخل المنظمة. لاحقا بعد خروجه من معسكر أسرى الحرب الألماني في مورناو، أعاد بايليكي كتابة التقرير في صورته النهائية ليصل إلى أكثر من مائة صفحة.
أول نشر لتقرير فيتولد كان في عام 2000، أي خمسة وخمسون عاما بعد الحرب. النسخة الإنجليزية المترجمة من التقرير تم نشرها تحت اسم: متطوع الأوشفيتز. ليس مجرد شجاعة.

## إشارات ثقافية
«السجين 4859» هي أغنية بواسطة فرقة أغاني الباور ميتال: ساباتون والتي تتحدث عن بايليكي والتي تم نشرها في عام 2014.